# Suchoi T-43
Die Suchoi T-43 war der Prototyp eines sowjetischen Abfangjägers und eine Weiterentwicklung der T-3. Die gleiche Zelle erhielt einen neuen regelbaren Lufteinlauf, welcher auch ein ZD-30T-Radar beherbergte. Die gesamte Avionik wurde überarbeitet und eine reine Raketenbewaffnung aus vier K-51-Lenkraketen (RS-2US) vorgesehen. Das ebenfalls eingebaute stärkere Triebwerk AL-7F-1 und die verbesserte Aerodynamik der T-43 führten zu einer deutlichen Steigerung der Leistungen; die T-43 konnte deshalb auch mehrere von der FAI anerkannte Weltrekorde aufstellen. So erreichte Wladimir Iljuschin mit der T-43-1 ohne Bewaffnung am 14. Juli 1959 eine Höhe von 28.852 m und Anatoli Kosnow am 25. September 1962 mit einer weiteren T-43 auf einem 500-km-Rundkurs 2.337 km/h Höchstgeschwindigkeit. So entschied man sich, das Muster in eine Serie zu überführen. Nach weiteren kleineren Änderungen erfolgte ab 1958 die Produktion und ab 1959 die Truppeneinführung als Su-9.

## Technische Daten
| Kenngröße             | Daten                                           |
| --------------------- | ----------------------------------------------- |
| Besatzung             | 1                                               |
| Länge                 | 17,30 m                                         |
| Spannweite            | 9,40 m                                          |
| Triebwerk             | ein TL Ljulka AL-7F-1, 9.600 kp mit Nachbrenner |
| Höchstgeschwindigkeit | 2.337 km/h                                      |
| Gipfelhöhe            | 21.170 m                                        |
| Bewaffnung            | 4 × Luft-Luft-Lenkraketen RS-2US (K-51)         |